# アグリゲントゥムの戦い
アグリゲントゥムの戦い（アグリゲントゥムのたたかい、紀元前262年-紀元前261年）は、シチリア島においておこなわれた第一次ポエニ戦争における最初の会戦であり、共和政ローマとカルタゴ間の最初の大規模戦闘である。長期にわたる攻城戦に続いて野戦が行われ、双方ともローマの勝利に終わり、ローマによるシチリア島支配が始まった。

## 都市
アグリゲントゥム（現アグリジェント、当時の呼称はギリシア名のアクラガスで、ラテン名のアグリゲントゥムと改称されるのは紀元前210年）はシチリア島南岸の都市で、海岸からは4キロメートルほど離れている。都市自体は高台にあり、西側以外は急峻な斜面に囲まれている。街の西側はヒプサス川（現在のサンタアナ川（en））で、東側はアクラガス川で守られていた。これらの自然条件のため、攻略は西側からしか行えず、防御は容易であった。シチリア南岸の主要道路および北方と東方の都市への道路の結節点となる重要な街であった。この重要性のために、アグリゲントゥムはローマ軍の攻撃目標となり、紀元前262年に攻撃が開始された。

## 序幕
紀元前3世紀前半のシチリア島は、西半分はカルタゴが支配し、東半分にはギリシャ系の都市（シュラクサイ（シラクサ）が最有力）があった。紀元前288年、シュラクサイはシチリア北東のメッセネ（現メッシーナ）防衛のためにカンパニア人の傭兵部隊マメルティニを雇用したが、シュラクサイに不満を抱いていた彼らはメッセネに到着すると男を殺害し、女を妻として街を占領した。その後メッセネを拠点にして周囲の都市を襲撃した。ヒエロン2世がシュラクサイの僭主の座につくと、彼はマメルティニに対する攻撃を開始した。紀元前268年から265年の間、ヒエロン2世はロングヌス川でマメルティニを決定的に打ち破った。このため、マメルティニはローマとカルタゴ双方に軍事援助を求めた。シチリア島のカルタゴ軍司令官は、小規模な部隊をメッセネ城砦の守備兵として送った。ヒエロン2世はカルタゴとの軍事衝突は望まず、その軍をシュラクサイに戻した。
カルタゴは過去数世紀にわたってシチリアの支配を試みていたが、その対抗勢力は島中に広がっているギリシア人の殖民都市であった。中でもシュラクサイは最も裕福で強力であり、常にカルタゴの最大対抗勢力であった。メッセネの確保は、カルタゴにとってシュラクサイの勢力低下を意味し、またカルタゴはすでに北アフリカ、イベリア半島の一部、サルディニアおよび地中海のいくつかの小さな島を支配していたために、メッセネの支配により全シチリアを征服できる可能性があった。加えて、もしイタリア半島に侵攻するとすれば、メッセネは有用な攻勢開始点となり得た。
他方ローマは過去数世紀に渡ってイタリア半島の中でその領土を拡大していたが、その陸軍はイタリア半島を出て戦ったことはなかった。カルタゴがメッセネを押さえたということは、新たにローマ領となった南イタリアだけではなく、ローマ自身に対する脅威と考えられた。マメルティニは今度はローマに救援を求めたため、紀元前264年、ローマ元老院は、シチリアに対して執政官アッピウス・クラウディウス・カウデクスが指揮する遠征軍を送ることを決定した。この際にケントゥリア民会による正式な宣戦布告があったかは現在でも争点となっている。エイドリアン・ゴールズワーシーは、きわめて可能性は低いという意見である。ローマはシュラクサイとの戦闘は避けがたいと分かっていたものの、彼らの軍がシチリアの抵抗勢力を抑止するか、あるいは戦闘になった場合は短期に撃破できると信じていた。カルタゴは優勢な海軍を有しており、一旦はローマ軍の渡海を阻止したものの、ローマ軍は夜間にシチリア島へ渡海することに成功した。ローマ軍がメッセネに到着すると、マメルティニはカルタゴ守備兵を郊外に退去させた。その後、メッセネ近郊でシュラクサイ軍、カルタゴ軍との戦闘が生じたが、ローマは双方に勝利した。ローマは時計回りにシチリア東岸を進軍し、紀元前263年にはシュラクサイを包囲した。シュラクサイは強力な防御力を有する要塞都市であったが、ヒエロン2世は抗戦はせず、ローマとの隷属的な同盟関係を結んだ。これによりシチリアのギリシャ系都市国家の多くもローマ側につき、ローマはシチリアの東半分を確保することとなった。
ローマは紀元前262年に再びシチリアに4個軍団を送ることとしたが、おそらくはカルタゴとの平和交渉のためであったと思われる。紀元前264年の宣戦布告以降、メッセネ郊外での小競り合いがあったのみで、両国に大規模な戦闘は発生していなかった。カルタゴも開戦当時は懐柔的な態度をとっていたが、紀元前262年になるとシチリアでの兵力の増強を開始していた。このカルタゴの兵力増強を見て、ローマはルキウス・ポストゥミウス・メゲッルスとクィントゥス・マミリウス・ウィトゥルスの執政官を2人派遣した。執政官は軍の司令官であり、それぞれ2個軍団を率いていた。カルタゴはリグリア人、ケルト人、イベリア人の傭兵を雇用し、シチリアの半分を支配しているローマに対して攻撃をかける姿勢をとった。
カルタゴはその海上戦力を用いて、軍隊をサルディニアに送り始めたが、陸軍の大部分はシチリアにあった。カルタゴはシチリアをイタリア攻撃の基地として使うように思われた。ローマの執政官2人は、彼らの軍をアグリゲントゥムに集中させた。2人の合同兵力は約40,000であった。アグリゲントゥムの司令官であるハンニバル・ギスコとギスゴ（大ハンノの息子）は、周辺に居住している住民も城壁内に収納したため、アグリゲントゥムの人口は5万人程度に膨れ上がった。しかしながら、その守備兵の数は多くなかった。ハンニバル・ギスコは城壁の外に出て戦うことはせず、これを見たローマはアグリゲントゥムの戦力は十分でないと判断した。ローマ軍は街から1.6キロメートルほど離れた場所に野営し、周囲の穀物の刈り取りを始めた。

## 攻城戦
ハンニバル・ギスコは結局は城を出て、穀物を刈り取っていたローマ軍部隊を攻撃した。攻撃を受けたローマ部隊は人数的に劣っており、また武装もしていなかったために逃走した。ローマの野営地に防御設備は無く、頼りは哨戒兵のみであり、また多くの兵を失いはしたが、野営地に突入しようとした他のカルタゴの部隊を阻止した。この最初の小競り合いのために、ハンニバル・ギスコはこれ以上の兵を失うことができないと認識した。カルタゴは再度攻勢をかけることに消極的になり、ローマも敵を過小評価していたことを認識した。
ローマの執政官2人は、アグリゲントゥムを外界から遮断し、飢餓により降伏させる必要があると判断した。ローマ軍は直ちに都市の周囲に小規模な要塞を多数建設し、またその間を塹壕で連結したため、カルタゴ側は長期篭城の準備をすることができなかった。ローマは軍を2つに分け、一方は都市南方のアスクレーピオス神殿の側に配置し、もう片方は都市の西側に配置した。その後にらみ合いが続いたが、5ヵ月後の紀元前262年11月になるとアグリゲントゥムの食料は不足し始めた。ハンニバル・ギスコはこの状態を憂慮し、カルタゴ本国に救援を依頼した。カルタゴはアフリカからハンノ（ en）が率いる救援軍を送った。軍の規模に関しては諸説あり、ギリシャの歴史家ポリュビオスは戦象50頭にヌミディア騎兵および傭兵としており、ディオドロスは歩兵50,000に騎兵6,000、戦象60頭としている。オロシウスによると歩兵30,000に騎兵3,000、戦象30頭となっている。ハンノはまずアグリゲントゥム西方40kmにあるヘラクレア・ミノア（現在のカットーリカ・エラクレーア）に軍を集中させた。そこからヘルベソスにあるローマの補給拠点を占拠したが、これにより前線部隊の補給が不足し疫病も発生した。また、補給だけでなくローマの連絡線も遮断された。続いてハンノはヌミディア騎兵にローマ騎兵を攻撃し、その後敗走を装うように命じた。ローマ騎兵はヌミディア騎兵を追撃したが、カルタゴ本軍の前におびき出された形となって大損害をこうむった。その後ハンノはローマ軍野営地から1.6キロメートルほどの丘の上に軍を進め、ここで2ヶ月ほど小競り合いが続いた。すなわち攻城戦開始から6-7ヶ月が経過したことになる。
ローマ軍野営地の外側にカルタゴ軍が布陣したため、シュラクサイからローマ軍への補給線は使用できなくなった。このため、ローマ軍は早期に決戦を挑むこととした。ハンノは飢餓によりローマ軍を疲弊させたかったが、6ヶ月以上の篭城のためアグリゲントゥムの状況も絶望的となっていた。ハンニバル・ギスコはのろしでその状況をハンノに伝えたため、ハンノも決戦に応じることとした。実際の戦闘の実態に関してはいくつかの説があり、古代の記録にはよくあることではあるが、それを再現するのは難しい。

## 戦闘
ポリュビオスによると、両軍はアグリゲントゥム近くにお互い近接して布陣していたものの、2ヶ月間戦闘はなかった。しかしながら、アグリゲントゥム城内にいたハンニバル・ギスコは、食料不足と兵士の脱走を継続的に伝えていたため、ハンノは決戦を決意した。ローマ軍もまた食料がつきかけており、決戦を受け入れた。ローマ軍は長時間の戦闘に苦戦したものの、最終的には多くのカルタゴ兵を殺傷した。ローマの損害は歩兵3,000に加え騎兵200であり、対するカルタゴの損害は歩兵30,000、騎兵540で、攻城戦全体では4,000名が捕虜となった。
東ローマ帝国の作家ゾナラスは、ハンノの攻勢に対して、騎兵を失っていたローマ軍はこれを避けようとしたが、飢餓が迫っていたため決戦を受け入れたとしている。ハンノは当初城内の兵との共同攻撃を計画していたが、ローマ軍はこの計画を察知していた。ローマ軍はカルタゴ軍の後衛を待ち伏せしていたため、ハンノが攻撃を開始したときに、前後から反撃されることとなった。またローマ軍はアグリゲントゥム守備兵の攻撃も撃退した。
よりありそうな説では、ハンノはカルタゴ歩兵を2列に配置し、後列を戦象で補強し、両翼に騎兵を配置した。ローマ軍の戦術は不明であるが、おそらくは通常の三列陣形を敷いたと思われる。何れの資料も戦闘は長時間にわたり、ローマ軍がカルタゴ前線を突破したことでは一致している。これで後続するカルタゴ軍はパニックに陥り、予備兵力は戦場から逃走した。戦象が暴れ周り、カルタゴ軍の陣形を崩した可能性もある。何れにせよ、ローマはカルタゴを撃破することに成功した。ローマ騎兵はカルタゴ軍野営地に攻撃をかけ、何頭かの戦象を捕獲している。しかしこの攻撃は完全な成功とは言えず、多くのカルタゴ兵は戦場からの離脱に成功し、ハンニバル・ギスコもアグリゲントゥム守備兵とともにローマ軍前線を突破して脱出した。
これらの説のどれが正確であるにせよ、ローマ軍はカルタゴ軍に勝利し、ハンノは撤退した。戦闘後の夜間、ハンニバル・ギスコとその傭兵部隊は、ローマ軍の塹壕を藁で埋めて脱出した。翌朝、ローマ軍は追撃を行い、カルタゴ軍後衛に対して攻撃を行ったが、すぐに追撃を中止してアグリゲントゥムの制圧のために戻った。アグリゲントゥム市民からの抵抗は無く、ローマ軍は市内を略奪し、25,000の住民は奴隷とされた。

## その後
この戦闘（第一次ポエニ戦争最初の会戦）の後、ローマはアグリゲントゥムを占領し、住民を奴隷とした。このような残虐行為は当時としてはありきたりのものであったが、逆効果をもたらした。他の多くの都市はローマに対する態度を硬化させた。アグリゲントゥム奪取はローマにとって顕著な勝利ではあったが、ハンニバル・ギスコとその兵は比較的無傷で脱出していため、2人の執政官に凱旋式を行う権利は与えられなかった。
紀元前261年以降、ローマはシチリア島のほとんどを制圧し、自身のための穀物の収穫を確保した。イタリア国外での最初の大規模戦闘での勝利は、ローマに海外での戦闘継続の自信を与えることとなった。